# Confrérie de charité

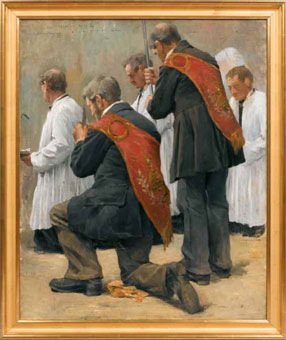
Les Charitons par Émile-Louis Minet

Une confrérie de charité est une association de paroissiens catholiques qui assurent bénévolement les inhumations, accompagnent et soutiennent les familles en deuil et participent aux offices religieux en assistant le célébrant.
Chaque confrérie, attachée à une ancienne paroisse (aujourd'hui plus généralement un village) et placée sous le patronage d'un saint, se distingue par sa bannière particulière. Elle dispose habituellement d'un règlement intérieur.

## Statut juridique
Pour avoir une existence juridique, les confréries de charité doivent être constituées en associations « loi de 1901 », leur existence effective étant très souvent bien antérieure à cette loi.
À noter que les fonctions dans l'association (président, secrétaire, trésorier…) ne correspondent pas forcément aux fonctions dans la confrérie : par exemple le maître de la confrérie, qui est régulièrement renouvelé, peut très bien ne pas être le président de l'association.
Les ressources comprennent notamment les dons et legs ainsi que le produit d'une deuxième quête lors des offices religieux - la première restant au bénéfice de l'Église.

## Histoire
Cette institution remonte en France au début du IIe millénaire. Son origine est liée aux confréries laïques qui emportaient et enterraient les morts pendant les grandes épidémies du Moyen Âge. Selon Orderic Vital, la charité d'Orbec aurait été créée en 1006. Celle de Broglie se réclame de 1017, celle de Menneval de 1080, celle d'Ailly de 1144 et celle de Giverville de 1247.
Au XVIIe siècle, Jean Eudes fonde les confréries du Saint-Sacrement à Paris, puis se rend en Normandie pour continuer sa mission. Ce mouvement relance la fondation de confréries de charité de la Province, qui s'adjoignent le culte du Saint Sacrement. Les bannières quittent alors leurs couleurs vertes ou violettes pour devenir rouges.
Les confréries de charité ont passé les siècles au travers des vicissitudes de l'histoire, ayant même été interdites pendant les périodes où sévissait l'anticléricalisme - et particulièrement à la suite de la Révolution Française, par décret du 18 août 1792.
Rétablies officiellement le 23 fructidor an IX (10 septembre 1801), les confréries connaissent un nouveau développement à partir de 1804, année de proclamation du Premier Empire. C'est la période du grand "rééquipement" des chaperons et l'apparition des chaperons noirs. Si peu de confréries urbaines se reconstituent après le concordat, celles de la campagne reprennent vigueur. On en compte dans l'Eure 550 pour 700 communes.
Les confréries ont été nombreuses à renaître pendant la seconde moitié du XIXe siècle, mais ont connu une période de déclin et de vieillissement de leurs membres au cours du XXe siècle. Certaines renaissent après une longue mise en sommeil telle celle de Verneuil-sur-Avre, disparue en 1881 et relancée en 2013. C'est en Normandie, où les membres des confréries portent le nom de charitons que l'institution a le mieux subsisté, notamment grâce à leur regroupement, concrétisé en 1947 par un premier congrès des charités normandes à Giverville.
Les confréries de pénitents du sud de la France possèdent une tradition et des buts proches de celle des confréries de charité.[à développer]

## Implantation géographique

### En Normandie
L'existence des confréries de charité est particulièrement préservée dans le département de l'Eure (et spécialement dans le nord-ouest, autour de Pont-Audemer : Lieuvin, Roumois, Pays d'Ouche...). Ce département en compte encore 122 en 2008, et détient dans ce domaine un record.
On en trouve également dans le Calvados (dans le Pays d'Auge, ancien diocèse de Lisieux) et quelques-unes en Seine-Maritime (à Saint-Léonard, Neufbosc, Roncherolles-en-Bray...).

### Dans le nord de la France
Sont surtout connues les Confréries des Charitables de Saint-Éloi de la région de Béthune.

### À Paris
La confrérie de la Charité (Paris), fondée au XVIIe siècle, réunissait des laïcs désireux d'apporter de l'aide aux pauvres et aux malades, en collaborant avec les religieux de l'ordre des Hospitaliers de Saint-Jean-de-Dieu.

### En Occitanie
La confrérie de Saint-Eloi d'Espalion (Aveyron) remonte au XVe siècle. D'abord créée pour offrir un soutien à ses membres et veiller à leur sépulture, la confrérie se substitue à celle des Pénitents en 1900 pour offrir également les obsèques à toute la population grâce à ses propres porteurs et son véhicule. Depuis les années 2000, l'association n'assume plus ce rôle, aujourd'hui dévolu à des entreprises privées. Par contre elle apporte toujours une contribution financière lors des enterrements de ses adhérents. Leur attribut vestimentaire se limite à l'écharpe de la confrérie, rose, blanche et verte.

### En Bourgogne-Franche-Comté
La confrérie Saint-Éloi Genay - Millery est une association laïque placée sous le patronage de saint Éloi. Elle a été créée en 2015 pour, selon ses statuts, mettre en valeur les sentiments d'entraide, de fidélité et d'amitié portés par saint Éloi.

## Organisation
Dans l'Eure et le Calvados, les confréries de charité sont membres d'une association plus large au niveau du diocèse, l'Union diocésaine des confréries de charité.
Les quelques confréries de Seine-Maritime s'agrègent à l'Union diocésaine de l'Eure qui a été établie en 1947. L'Union diocésaine du Calvados a été fondée en 1964.
L'Union diocésaine est sous la direction d'un conseil diocésain et d'un Grand maître ; elle possède un Grand aumônier nommé par l'évêque.
Chaque année a lieu une fête de charité, dont la date est propre à chaque confrérie, mais à laquelle participent aussi les charitons des villages voisins ; il existe aussi un rassemblement annuel des confréries de charité du diocèse, invitées à tour de rôle par une confrérie organisatrice (Saint-Léonard en 2013, Heudreville-sur-Eure en 2014, Yville-sur-Seine en 2015, Verneuil-sur-Avre en 2016, Lieurey en 2018). Ce rassemblement inclut processions publiques avec tintenelles et bannières, messe pontificale, repas fraternel, vêpres, remise de diplômes. Il y a également un congrès tous les 5 ans, parmi les derniers à Bourg-Achard en 2012 et à Plasnes en mai 2017 ; en 2022 il est prévu à Giverville. Le 20 juin 2019 a eu lieu à Lisieux, dans le domaine du sanctuaire, le premier congrès des charités de Normandie, regroupant les charitons des diocèses de Bayeux-Lisieux, Évreux et Rouen en présence de plusieurs des évêques de la province ecclésiastique de Normandie. Le rassemblement annuel pour 2020 des confréries du diocèse d'Evreux a dû être annulé pour cause de Covid-19, celui de 2021 s'est tenu à Beuzeville le 8 septembre. Le 15 mai 2022 a lieu à Giverville le 16e congrès, fêtant également les 75 ans de l'Union Diocésaine. Le rassemblement annuel de 2023 a lieu le 3 mai à Barneville-sur-Seine.

## Composition
Les membres sont l’échevin ou maître, le prévôt, le clerc, le tintenellier ou clocheteux, et les frères.

### L'échevin ou maître
Il organise la vie de la confrérie et inspecte la tenue et la conduite des charitons. Le maître est régulièrement renouvelé, par rotation entre les frères.

### Le prévôt
Adjoint de l'échevin, assure la tenue de la trésorerie, dont la perception des amendes en cas d'absence des charitons aux cérémonies (pratique tombée en désuétude). Les ressources essentielles sont apportées par les dons et quêtes organisées lors des funérailles, ainsi que par une seconde quête lors des messes dominicales et festives (la première quête étant toujours au profit de la paroisse).

### Le tintenellier
Se nomme parfois clocheteux ou campanellier. Il se place en tête de chaque procession ou convoi. Il porte le tabar (ou dalmatique), décoré des mêmes motifs que les chaperons des autres charitons. Il agite deux grosses clochettes, ou tintenelles, sur un rythme monotone ou sautillant selon qu'il précède un convoi mortuaire ou une procession.

### Les frères
Les frères (ainsi qu'aujourd'hui aussi les sœurs) « sont des chrétiens, catholiques et de bonne réputation » ; ils doivent être acceptés dans la confrérie à l'unanimité des frères. Leur engagement est reçu par le maître en présence du prêtre desservant, au cours d'une messe pendant laquelle lui est remis le chaperon. Le nombre des membres reste toujours assez limité, moins d'une quinzaine de façon très générale.

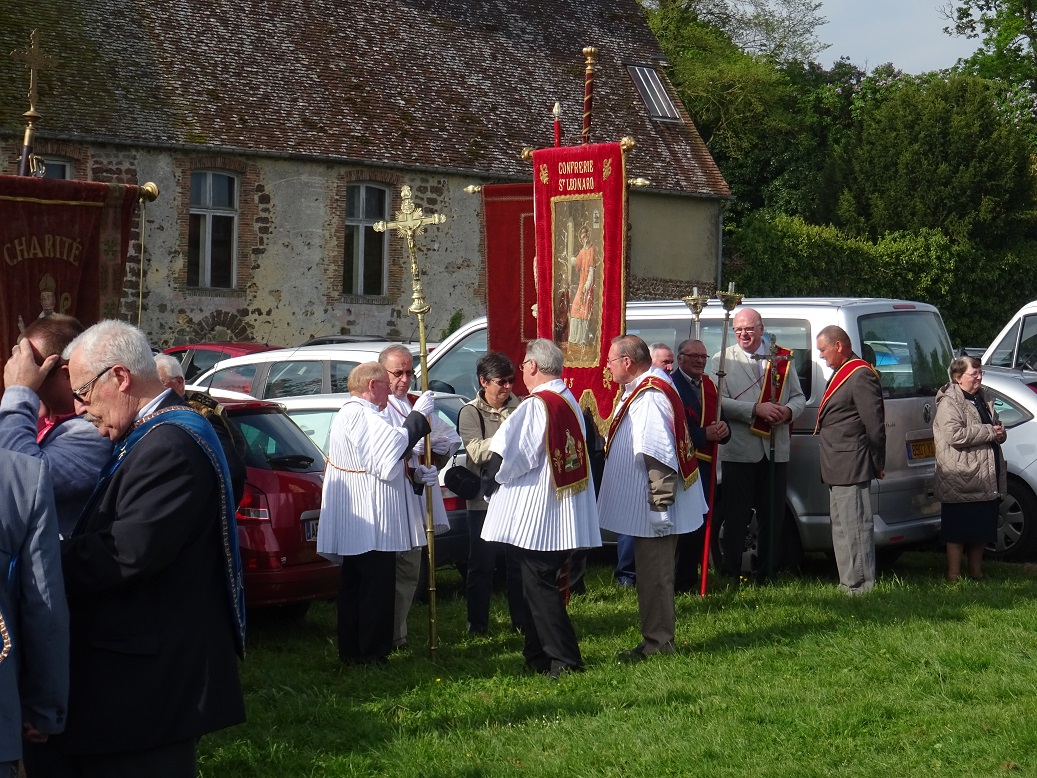
Charitons de Saint-Léonard lors du rassemblement annuel des confréries de charité du diocèse d'Évreux à Verneuil-sur-Avre le 11 mai 2016.

## Objets et ornements

### La bannière

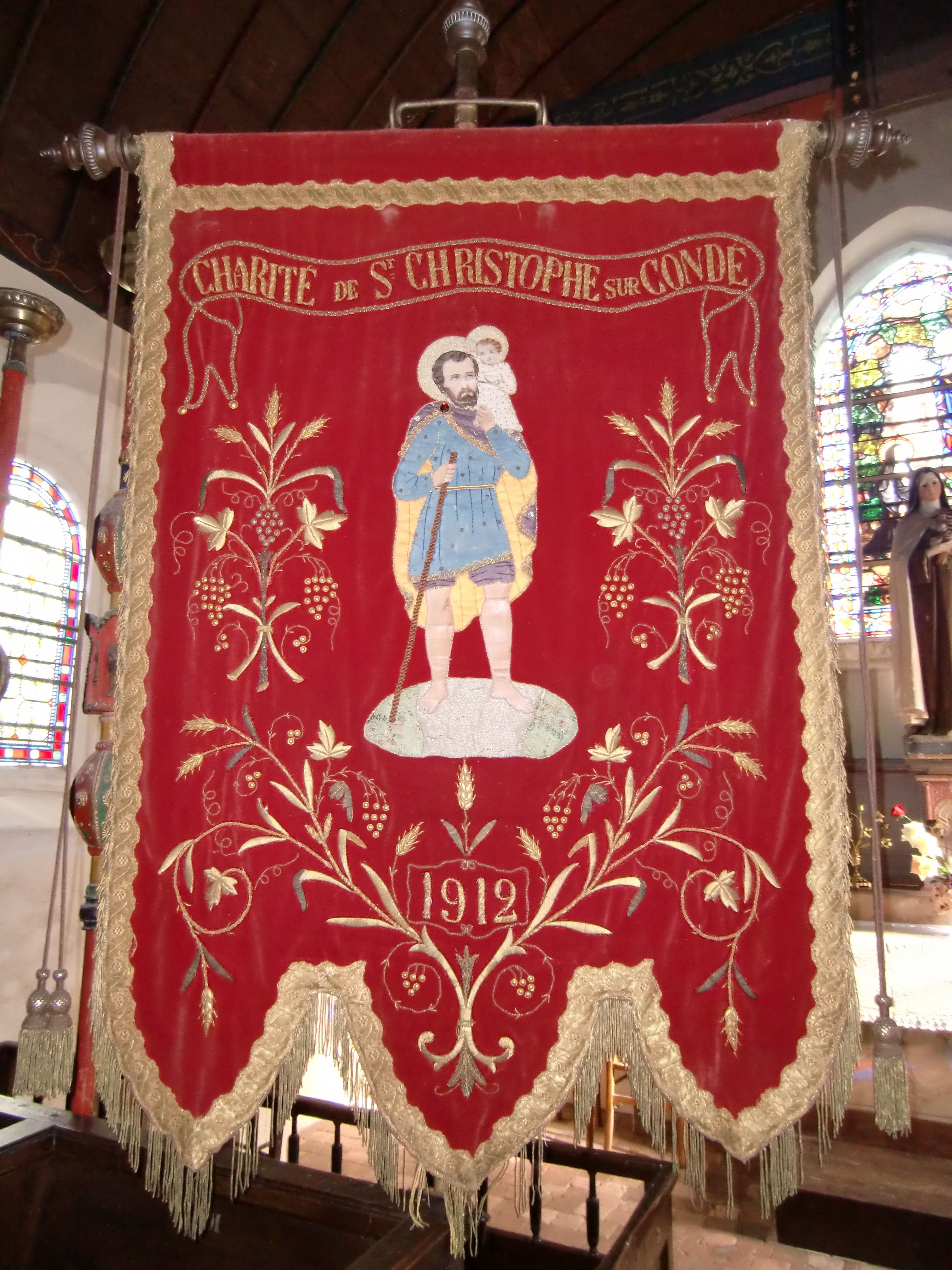
Bannière de Charité de Saint-Christophe-sur-Condé
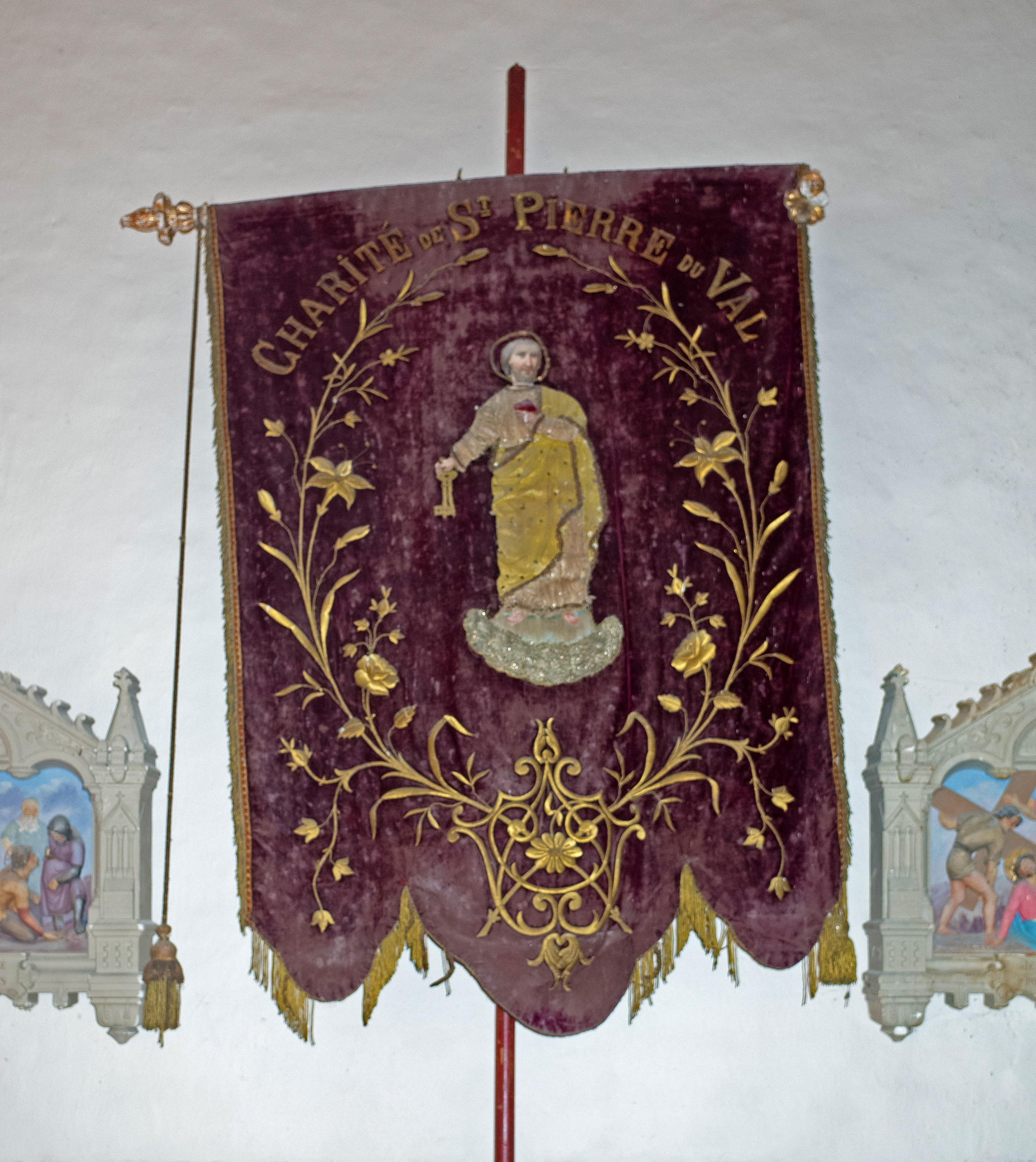
Bannière de la charité de Saint-Pierre-du-Val

### La torchère
Vase de cuivre ou de métal argenté placé à l'extrémité d'un long manche de bois, dans lequel on mettait des matières combustibles destinées à donner de la lumière. Elle est portée de deux manières : sur l'épaule droite en procession, tenue verticalement de la main droite en intérieur.

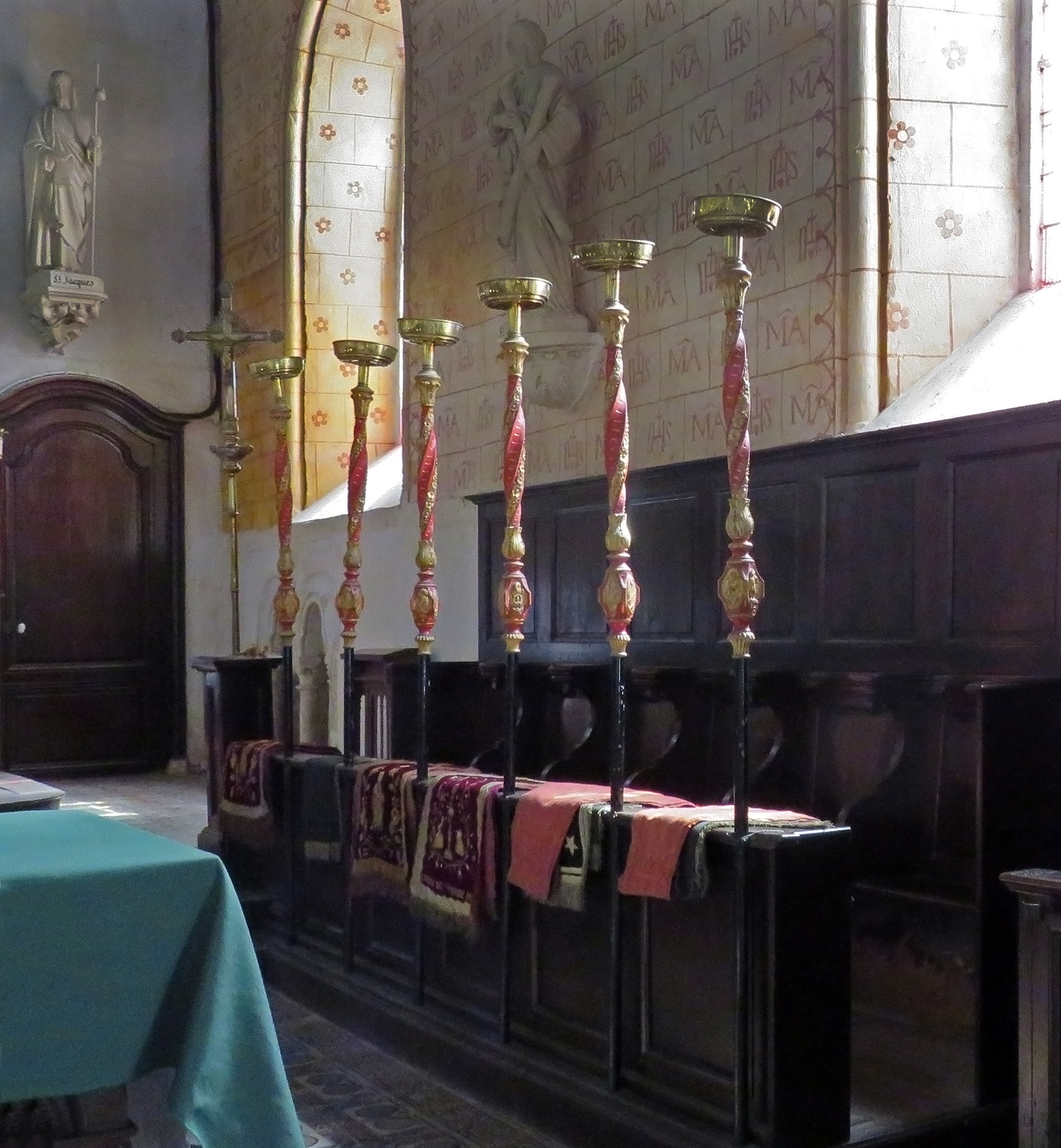
Torchères de la charité de Saint-Pierre-du-Val

### Le chaperon
Le chaperon est une large étole souvent richement brodée d'or et d'argent. C'est la marque distinctive officielle du chariton en service d'Église. Il se porte obliquement, passé sur l'épaule gauche et noué sous le bras droit. Le motif brodé est propre à chaque confrérie. Le fond brodé est noir pour les offices funèbres, et de couleur pour les autres cérémonies ou processions. Historiquement, la couleur du chaperon est passée du violet ou vert d'origine au rouge avec un ostensoir d'or au XVIIe siècle, puis au rouge, grenat et noir après la révolution.
Certains ornements qui ont pu être portés dans le passé (toque ou barrette, dalmatique) sont aujourd'hui tombés en désuétude, sauf exception. Les charitons de Saint-Léonard (l'une des rares confréries subsistant en Seine-Maritime) portent toujours le surplis blanc sous le chaperon.

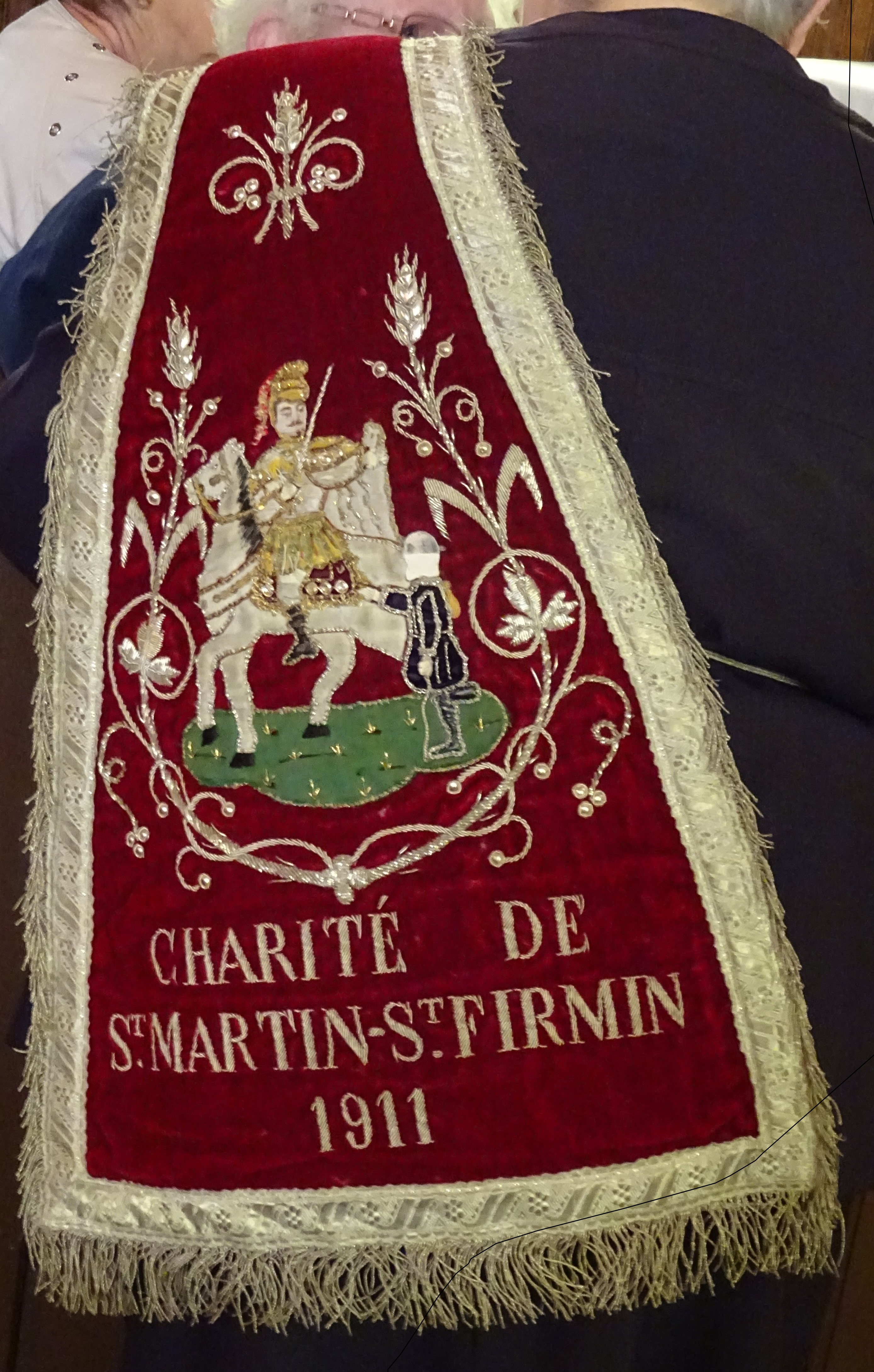
Un « chaperon », emblème distinctif du chariton

### Les tintenelles
Deux clochettes de diamètres légèrement différents et sonnant avec un demi ton d'intervalle, tenues chacune dans une main. Lors des processions, les tintenelliers marchent en tête du cortège, en faisant sonner de façon rythmée les tintenelles.
=== Le chant des frères ===
"Frères des hommes, frères dans la charité,
Charité du Christ pour tout homme.
Frères des hommes, frères dans la charité,
Charité du Christ à ses frères".

## Documents
- Union Diocésaine des Confréries de Charité du Diocèse d'Evreux - Quelques règles de service pour aborder ensemble le XXIe siècle (2001)
- Règlement intérieur de l'Union des Charités du Département de l'Eure (9 septembre 2016)